# 루이자 존슨
루이자 존슨(Louisa Johnson, 1998년 1월 11일 ~ )은 잉글랜드의 가수이다. 더 엑스 팩터 UK 시즌 12 우승자이다. 17살의 나이로, 프로그램 역대 최연소로 우승했다.

## 생애
1998년 1월 11일 잉글랜드 에식스주에서 태어나 서락(Thurrock)에서 성장했다. 아버지는 건설 노동자이다. 2014년, 브리튼스 갓 탤런트에 참가했으나, 너무 어리고 아직 미숙하다는 이유로 떨어졌다.

## 사생활
프리미어 리그 축구팀 웨스트햄 유나이티드 FC 서포터이다.